# Corda da lancio
La corda da lancio è un dispositivo di salvataggio usato comunemente nella pratica sportiva della canoa/kayak, del rafting e nelle operazioni di soccorso in fiume. È composta da una corda di lunghezza tipicamente compresa tra 12 e 20 metri fissata ad una estremità ad un sacco, entro il quale viene arrotolata. Sacco e corda sono costituiti da materiale sintetico che ne assicura la galleggiabilità e sono realizzati in colori vivaci per essere facilmente distinguibili in acqua.

## Utilizzo
Sfruttando il peso del sacco pieno di corda, il soccorritore trattiene l'estremità libera della corda lanciando il sacco verso la persona in difficoltà. Una volta afferrata la corda o il sacco, il discesista in difficoltà può essere trainato verso riva o comunque lontano dalla zona di pericolo.
La corda da lancio, insieme all'ausilio al galleggiamento e al casco, costituisce la dotazione di sicurezza standard per la pratica degli sport fluviali.
La corda da lancio può essere utilizzata, oltre che in caso di necessità, anche come misura di prevenzione in caso di attraversamento di sezioni particolarmente difficili o pericolose. In tali casi uno o più discesisti si pongono preventivamente in posizione tale da poter soccorrere i compagni che si venissero a trovare in una condizione di difficoltà, consentendogli di affrontare il passaggio in sicurezza.
La combinazione di più corde, anche insieme a moschettoni e cordini, consente la realizzazione di paranchi o altri sistemi complessi per il recupero di pericolanti o per il disincaglio delle canoe.